# Фріхіліана
Фріхіліана (ісп. Frigiliana) — муніципалітет в Іспанії, у складі автономної спільноти Андалусія, у провінції Малага. Населення — 3171 особа (2010).
Муніципалітет розташований на відстані близько 400 км на південь від Мадрида, 46 км на схід від Малаги.

## Демографія
Динаміка населення (INE ):

## Галерея зображень

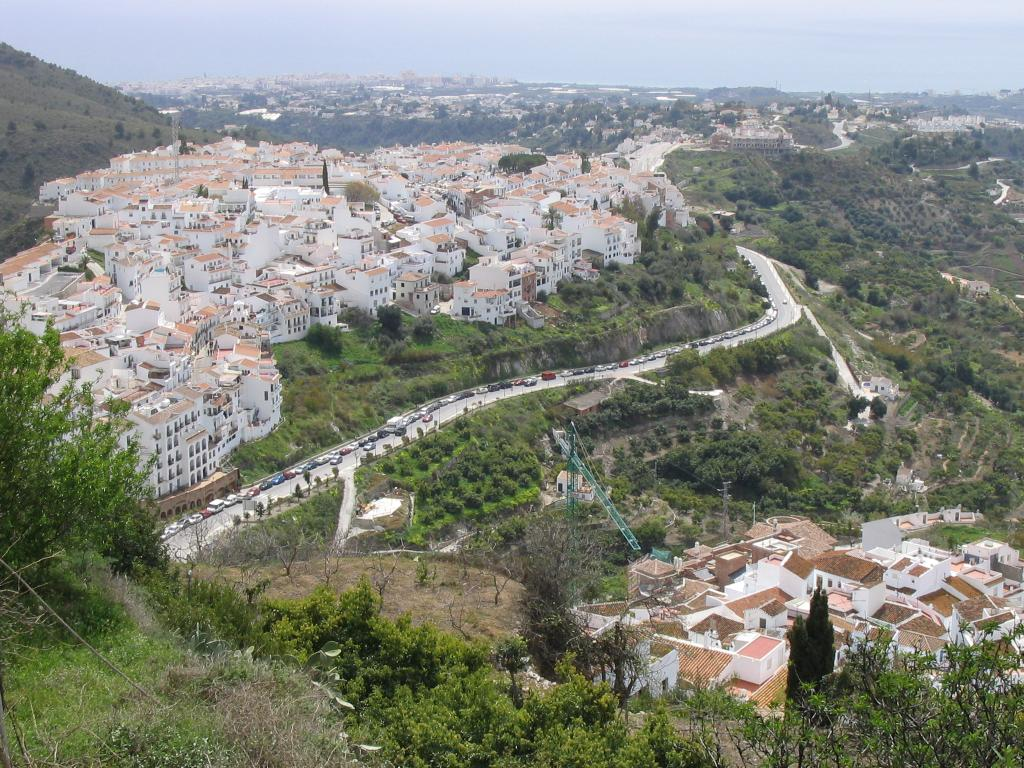
Фріхіліана
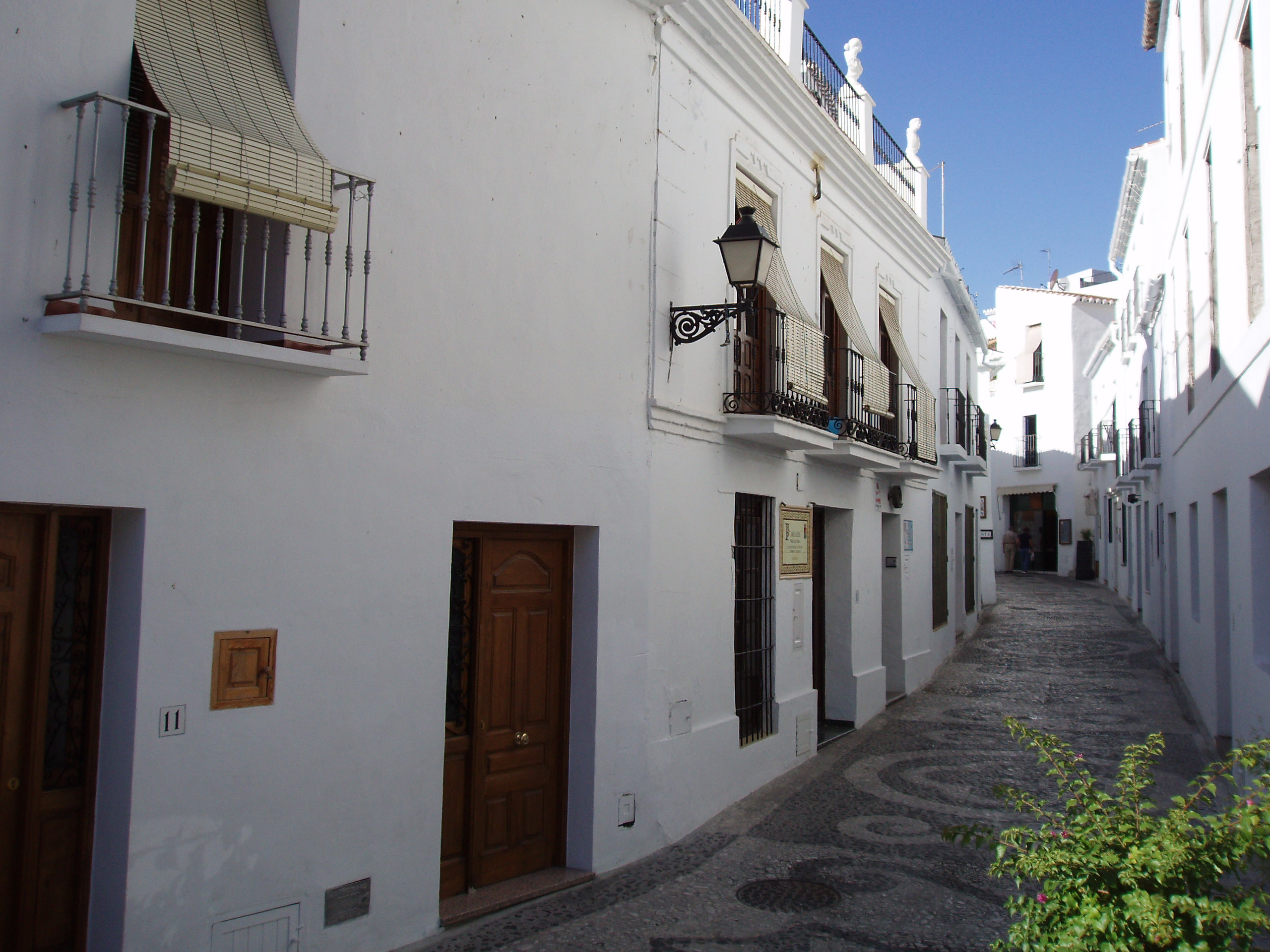
Фріхіліана, вулиця
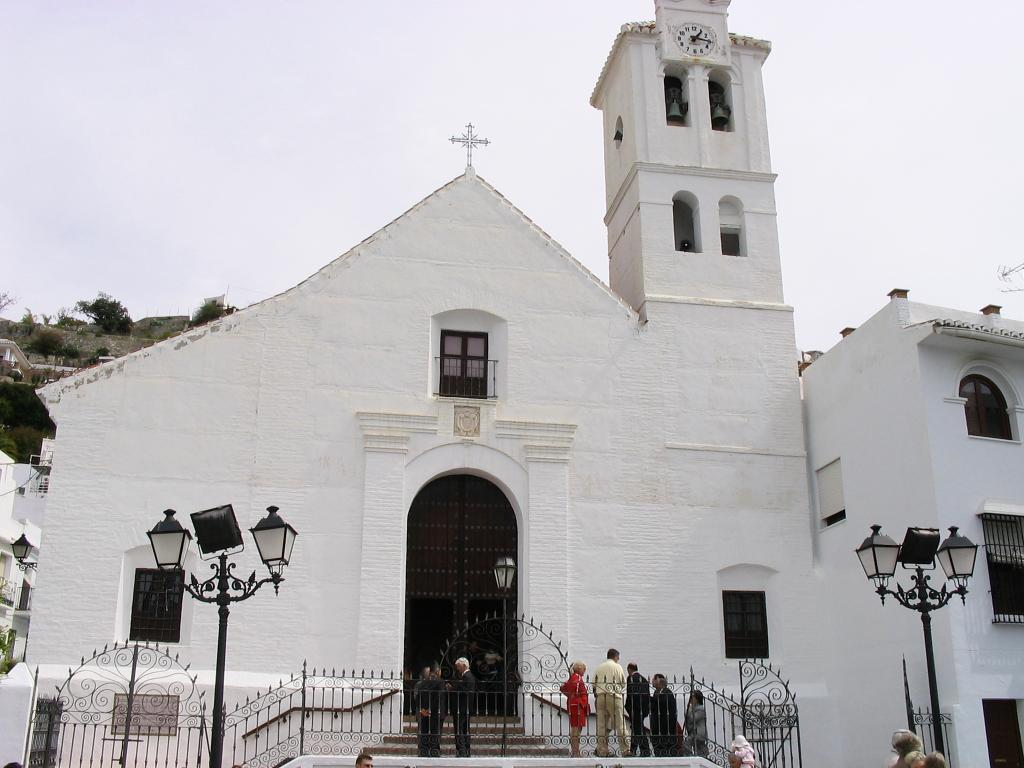
Церква Сан-Антоніо